# John London
John Edward Jack London (født 13. januar 1905, død 2. maj 1966) var en britisk atlet som deltog i de olympiske lege 1928 i Amsterdam.
London vandt to olympiske medaljer under OL 1928 i Amsterdam. Han kom på en andenplads i 100-meter-løb efter Percy Williams fra Canada. Han var også med på det canadiske stafethold som kom på en tredjeplads i 4 x 100 meter efter USA og Tyskland. De andre på holdet var Cyril Gill, Teddy Smouha og Walter Rangeley.